# William H. Wickham

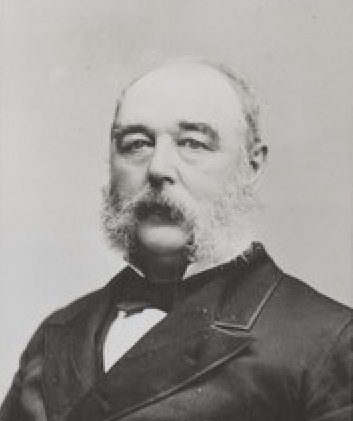
William H. Wickham

William Hull Wickham (* 30. Juli 1832 in Smithtown, New York; † 13. Januar 1893 in New York City) war ein US-amerikanischer Politiker. In den Jahren 1875 und 1876 war er Bürgermeister der Stadt New York.

## Werdegang
Der auf Long Island geborene William Wickham war der Sohn eines Juweliers und wuchs in New York City auf. Später war er unter anderem auch als Juwelier tätig. In seiner Jugend war er bei der Pacific Mail Steamship Company als Kartenverkäufer beschäftigt. In den 1850er Jahren arbeitete er auch für die Firma Baxter Hook and Ladder Company. Zwischen 1858 und 1861 bekleidete er führende Ämter bei der New Yorker Feuerwehr. Zuerst war er dort Sekretär, dann Vizepräsident und ab 1860 deren Präsident.
Politisch schloss sich Wickham der Demokratischen Partei an. Anfang der 1870er Jahre zählte er zu den Gegnern des mächtigen und korrupten New Yorker Parteichefs und Leiter der Gesellschaft von Tammany Hall, William Tweed. Er gehörte außerdem einem Komitee an, das sich um die Wiederherstellung des Vertrauens der Bürger in die Politik bemühte. Im Jahr 1874 wurde er zum Bürgermeister von New York gewählt. Dieses Amt bekleidete er zwischen dem 1. Januar 1875 und dem 31. Dezember 1876. Dabei bekämpfte er weiterhin die Korruption. Außerdem leitete er die Spendenorganisation für den Sockel der Freiheitsstatue. Im Jahr 1876 verzichtete Wickham auf eine weitere Kandidatur für das Amt des New Yorker Bürgermeisters. Er gehörte dann noch für einige Jahre dem dortigen Bildungsausschuss an und starb am 13. Januar 1893.